# Bruno Leuschner
Bruno Max Leuschner, né le 12 août 1910 à Rixdorf et mort le 10 février 1965 à Berlin-Est, est un militant communiste allemand, déporté, et homme politique est-allemand, membre du bureau politique du Comité central du SED et président de la Commission nationale au plan (de).

## Biographie
Né le 12 août 1910 à Berlin, Bruno Leuschner est le fils d'un cordonnier. Après ses études au collège, il reçoit une formation commerciale.
Il travaille comme agent commercial dans la confection, puis dans un service d'exportation. Il suit des cours à la Humboldt-Hochschule de Berlin, ainsi qu'à la Marxistische Arbeiterschule.
En 1931, il adhère au Parti communiste d'Allemagne. À partir de 1933, il travaille clandestinement pour le parti, sous le nom de code Max, comme spécialiste du parti national-socialiste. En 1936, il est arrêté et condamné à six ans de prison pour « préparation d'une entreprise de haute trahison », peine qu'il purge dans les maisons d'arrêt de Brandenburg-Görden et Sonnenburg. Il est ensuite incarcéré au camp de concentration de Sachsenhausen de 1942 à 1944 et au camp de concentration de Mauthausen jusqu'en 1945.
De retour à Berlin en 1945, Bruno Leuschner dirige la section politique économique au Comité central du KPD, puis devient chef du département de l'économie et des finances du SED. Il joue un rôle de plus en plus important dans la mise en place de la Commission économique allemande (DWK) et devient responsable de la planification économique à partir de 1948.
De 1950 à 1952, il est premier vice-président de la commission nationale au Plan puis, succédant à Heinrich Rau, il en prend la tête de 1952 à 1961.
Il est membre du comité central du SED de 1950 à 1965, député de la Chambre du peuple de 1953 à 1965, membre du bureau politique du comité central du SED à partir de 1958, vice-président du Conseil des ministres de 1955 à 1965, et membre du Conseil d'État de 1960 à 1963. En 1961, il est nommé ministre de la Coordination des tâches fondamentales de l'économie nationale auprès de la présidence du Conseil des ministres et, en juin 1962, représentant permanent de la RDA au sein du Comité exécutif du COMECON.

## Distinctions et hommages

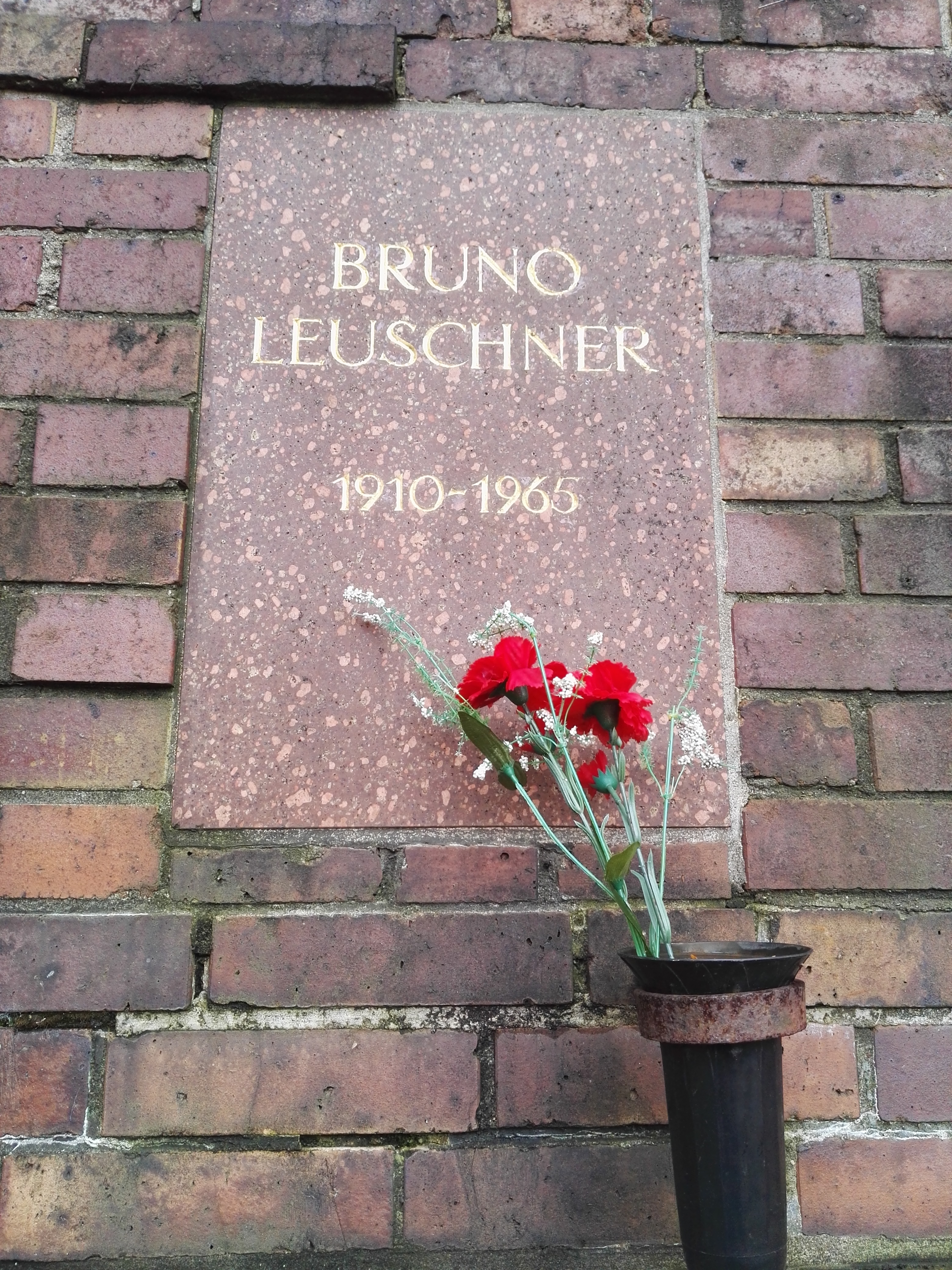
Tombe au Mémorial des socialistes.

Il reçoit l'Ordre du mérite patriotique en or en 1955, la médaille des combattants contre le fascisme en 1958 et le titre de Héros du travail lui est conféré en 1960.
Il est inhumé au Mémorial des socialistes du Cimetière central de Berlin-Friedrichsfelde.
La centrale nucléaire de Lubmin près de Greifswald a été nommée centrale nucléaire de Greifswald Bruno Leuschner en son honneur.